# Бетел (Нью-Йорк)
Бетел (англ. Bethel) — місто (англ. town) в США, в окрузі Салліван штату Нью-Йорк. Населення — 3959 осіб (2020).

## Демографія
Згідно з переписом 2010 року, у місті мешкало 4255 осіб у 1733 домогосподарствах у складі 1098 родин. Було 3954 помешкання
Расовий склад населення:
| - 88,9 % — білих - 3,6 % — чорних - 0,9 % — азіатів - 0,4 % — корінних американців - 3,7 % — осіб інших рас |

До двох чи більше рас належало 2,5 %. Частка іспаномовних становила 11,4 % від усіх жителів.
За віковим діапазоном населення розподілялося таким чином: 17,9 % — особи молодші 18 років, 63,5 % — особи у віці 18—64 років, 18,6 % — особи у віці 65 років та старші. Медіана віку мешканця становила 46,3 року. На 100 осіб жіночої статі у місті припадало 110,6 чоловіків;  на 100 жінок у віці від 18 років та старших — 111,3 чоловіків також старших 18 років.
Середній дохід на одне домашнє господарство  становив 81 614 долари США (медіана — 63 922), а середній дохід на одну сім'ю — 83 117 доларів (медіана — 66 304). Медіана доходів становила 61 111 долар для чоловіків та 43 371 долар для жінок. За межею бідності перебувало 12,9 % осіб, у тому числі 23,7 % дітей у віці до 18 років та 7,5 % осіб у віці 65 років та старших.
Цивільне працевлаштоване населення становило 1823 особи. Основні галузі зайнятості: освіта, охорона здоров'я та соціальна допомога — 23,6 %, науковці, спеціалісти, менеджери — 12,6 %, роздрібна торгівля — 10,9 %.